# Крутцы (Московская область)
Крутцы — деревня в Клинском районе Московской области, в составе Воздвиженского сельского поселению. Население — 27 чел. (2010). До 2006 года Крутцы входили в состав Воздвиженского сельского округа.
Деревня расположена в северо-западной части района, примерно в 21 км к западу от райцентра Клин, на правом берегу запруженной реки Раменки (левый приток Яузы), высота центра над уровнем моря — 147 м. Ближайшие населённые пункты — Воздвиженское на северо-западе и Подорки на юго-востоке. Через деревню проходит региональная автодорога 46К-0280 (автотрасса М10 «Россия» — Высоковск).

## Население
| 2002 | 2006 | 2010 |
| ---- | ---- | ---- |
| 12   | ↘3   | ↗27  |